# Altagràcia (nom)
Altagràcia és un nom propi femení d'origen llatí. El seu significat és l'equivalent a la paraula homònima, "alta gràcia, gràcia elevada".

## Santoral
21 de gener: La Nostra Senyora de la Altagràcia, Mare Protectora i Espiritual de la República Dominicana.